# Humanes de Madrid
Humanes de Madrid és un municipi de la Comunitat Autònoma de Madrid. Limita al nord amb Fuenlabrada (4 km), a l'est amb Parla (6 km), al sud amb Griñón (5 km) i a l'oest amb Moraleja de Enmedio (4 km),

## Història
Els primers humanenses van començar a habitar els terrenys sobre els quals s'assenta la localitat fa uns 5000 anys. N'és una prova el dolmen, construcció funerària típica de l'època del Neolític, que es va trobar en excavar el sòl per a construir l'actual institut d'Educació Secundària. En aquest institut es pot visitar una aula arqueològica que indica com era la dura existència d'aquella època. I després, perquè en l'idèntic paratge també hi ha constància del pas de civilitzacions posteriors, des de tribus preiberes fins a la dominació romana. De fet, el jaciment oposat a Humanes va treure a la llum fragments de ceràmica, ídols protectors i útils de silex de l'edat del bronze, i tégules, teules planes utilitzades en la cultura llatina.
El primer document que parla d'Humanes data de l'any 1141, i en el qual Alfons VII de Castella dona la vila a Pedro Brimonis, al·ludint al terme que havia atorgat ja Alfons VI durant la repoblació cristiana després de la presa del regne de Toledo. El seu successor, Pelayo Pérez, va ser protagonista de dos moments importants de la història de la vila, car en 1173 li va atorgar la Carta de poblament i només tres anys després donà la vila d'Humanes sota certes condicions a l'Orde de Sant Joan de Jerusalem o "de l'Hospital", orde religiós-militar creat a Jerusalem en el segle xi amb la finalitat d'atendre els pelegrins cristians de Terra Santa i lluitar contra els musulmans. Malgrat la donació, l'orde no va exercir el senyoriu sobre la vila, car aquesta va ser lliurada en 1183 al Comte Fernando Núñez de Lara, qui va retenir els seus drets sobre Humanes fins a 1193.
Humanes, en convertir-se en patrimoni santjoanista en el segle xii, va passar a ser una de les fonts d'ingressos que sufragaven les despeses de l'ordre. No es coneixen el moment exacte ni els motius de la sortida d'Humanes de l'Orde de Sant Joan, però sembla evident que els canvis que van acabar amb l'edat mitjana per a introduir a Europa en una nova era, van acabar també amb institucions com la santjoanista tan afí a la mentalitat medieval. Els nous poders en auge no solament van retirar el seu respatller a l'Orde sinó que van començar la seva lluita per a aconseguir els beneficis que aquesta tenia en Humanes. Aquesta pugna, entre poders establerts i emergents, hagué de caracteritzar la vila en el segle xv. La figura clau en el procés de transformació va ser Però López de Ayala "el Borni", qui en 1445 rebrà de Juan II el Senyoriu d'Humanes. Els López de Ayala no eren estranys en aquestes terres, doncs; ja en aquests anys, havien aplanat el camí en comprar diferents propietats a Humanes. Amb la concessió del vassallatge als Ayala, que posteriorment rebrien el títol de Comtes de Fuensalida, no es reduirà la pressió sobre els habitants d'Humanes, car Pedro López de Ayala gaudia no solament de privilegis determinants —com la jurisdicció civil i criminal, l'elecció dels càrrecs públics o el cobrament de gran quantitat de tributs—, sinó que també eren amos de la major part del territori, que arrendaven per al cultiu.
Un descendent Pedro López de Ayala va perdre a poc a poc les seves possessions en favor dels habitants de la vila. En 1500 pertany al mayorazgo de la Marquesa de Vila Sierra i en 1620 apareix com a part del patrimoni del Comte de Fuensalida. En 1833, a causa d'un reajustament de les províncies espanyoles, Humanes deixa de pertànyer a Toledo i s'integra en Madrid. En el final del segle xviii, eren típics els cultius de blat, ordi, sègol, civada, cigró, mongetes, garrofa, raïm, oliva i hortalissa. A principis del segle passat, cada dia es portaven productes a Madrid (coliflors, cogombres…) per a vendre'ls en els principals mercats. En ramaderia era important l'explotació de boví, porcí i alguns ramats d'ovelles. La població s'ha mantingut estable a través dels quatre segles d'història, fins a la dècada dels anys 1970, moment en el qual passà de 1200 habitants dedicats en la seva majoria a l'agricultura, a l'actual creixement progressiu.